# 和田智之
和田 智之（わだ さとし）は、日本の研究者。理化学研究所光量子工学研究領域光量子技術基盤開発グループディレクター。東京理科大学大学院理学研究科物理学専攻客員教授。

## 主な略歴
- 1992年 東京理科大学大学院理学研究科物理学専攻博士課程修了、理学博士[3]
- 1992年 科学技術庁基礎科学特別研究員（ - 1995年）
- 1995年 理化学研究所フォトダイナミック研究センターフロンティア研究員
- 1996年 フォトンチューニング株式会社(理研ベンチャー第1号)兼務
- 2000年
  - 理化学研究所基礎研究部研究員
  - 株式会社メガオプト(フォトンチューニング株式会社から社名変更)取締役
- 2001年 理化学研究所固体光学デバイス研究ユニットリーダー（ 現職 ）
- 2003年 株式会社メガオプト代表取締役社長兼務
- 2003年 株式会社メガオプト代表取締役会長兼務（ 現職 ）

## 主な受賞
- 2004年 創業・ベンチャー国民フォーラム会長賞(経済産業省)
- 2007年 産学連携功労者表彰文部科学大臣賞